# Anatoly Onoprienko
Anatoly Yuriyovych Onoprienko (Анатолій Юрійович Онопрієнко), né le 25 juillet 1959 à Lasky (en) dans la république socialiste soviétique d'Ukraine et mort le 27 août 2013 à Jytomyr en Ukraine, est un tueur en série et de masse ukrainien. Surnommé « le Terminator », « la bête d'Ukraine » ou « Citoyen O », il a avoué avoir tué 52 personnes, en général avec un fusil de chasse au domicile des familles,.

## Biographie
Anatoly Onoprienko est né le 25 juillet 1959 dans le petit village de Lasky (en), près de la ville de Korosten (Oblast de Jytomyr) en Ukraine. À quatre ans, à la suite de la mort de sa mère, son père Yuri le place en orphelinat.
Le 27 août 2013 Onoprienko meurt dans la prison de Jytomyr des suites d'une défaillance cardiaque.